# Pointe Sud de Moming
Pointe Sud de Moming är en bergstopp i Schweiz.   Den ligger i distriktet Sierre och kantonen Valais, i den södra delen av landet, 100 km söder om huvudstaden Bern. Toppen på Pointe Sud de Moming är 3 963 meter över havet, eller 101 meter över den omgivande terrängen. Bredden vid basen är 0,21 km.
Terrängen runt Pointe Sud de Moming är huvudsakligen mycket bergig. Närmaste större samhälle är Zermatt, 7,1 km sydost om Pointe Sud de Moming. 
Trakten runt Pointe Sud de Moming består i huvudsak av gräsmarker. Runt Pointe Sud de Moming är det ganska glesbefolkat, med 27 invånare per kvadratkilometer.